# Schefflera zhuana
Schefflera zhuana là một loài thực vật có hoa trong Họ Cuồng cuồng. Loài này được Lowry & C.B.Shang mô tả khoa học đầu tiên năm 2006.